# 真夜中ぱんチ
『真夜中ぱんチ』（まよなかぱんチ）は、P.A.WORKS制作による日本のオリジナルテレビアニメ。2024年7月から9月までTOKYO MX、AT-Xほかにて放送された。略称は『マヨぱん』。
2024年6月23日に、本作と『菜なれ花なれ』の合同先行上映会が東京都六本木のDMM.com本社イベントスペースにて開催された。

## あらすじ
動画配信サイト「NewTube」で活動する3人組NewTuber「はりきりシスターズ」のメンバーである「まさ吉」こと真咲は、生配信中に他のメンバーを殴ってしまい、この行動が炎上したためにチャンネルを脱退させられることになる。再起を目指す真咲のもとに現れたヴァンパイア・りぶは、「チャンネル登録者数100万人を達成したら真咲の血を吸う」ことを条件に真咲の動画撮影に協力することを約束する。真咲たちは新たなチャンネル「真夜中ぱんチ」を立ち上げ、りぶの仲間とともにチャンネル登録者数100万人を目指して動画撮影を始める。

## 制作
2024年1月26日、本作の制作決定が発表され、同年3月24日には「AnimeJapan 2024」の「『真夜中ぱんチ』スペシャルステージ〈マヨぱんファンミーティング in AJ〉」にてPVの第1弾が公開された。
同社の作品『パリピ孔明』に携わったスタッフが再集結し、監督は本間修、シリーズ構成は白坂英晃が担当。キャラクターデザインは有間涼太が手掛けた。

## 登場人物

### 真夜中ぱんチ
真咲（）
声 - 長谷川育美
本作の主人公。はりきりシスターズでは「まさ吉」の名で活動していた。真夜中ぱんチではプロデュース、企画、撮影、編集を担当。
りぶ
声 - ファイルーズあい
真夜中ぱんチのリーダー。とある理由から20年間眠りについていたヴァンパイア。運命を感じた真咲の血を吸わせてもらうために動画撮影に協力する。
苺子（）
声 - 伊藤ゆいな
真夜中ぱんチのメンバー。子供っぽい性格。りぶ達が暮らす家を管理してるヴァンパイア。
譜風（）
声 - 羊宮妃那
真夜中ぱんチのメンバー。控えめで恥ずかしがり屋な性格だが、誰よりも常識人なヴァンパイア。音楽とBLが好き。
十景（）
声 - 上田瞳
真夜中ぱんチのメンバー。お金とギャンブルと酒が好きなヴァンパイア。面倒ごとを嫌う自由人のためりぶ達が手を焼いている。
ゆき
声 - 茅野愛衣
マザーの側近としてヴァンパイアたちを監視している。掟に反する者には容赦ないクールビューティ。本名はしげゆきではあるが、その本名を嫌っている。対称的な性格であるりぶとは長い付き合い。

### NewTuber
橘花（）
声 - 安済知佳
はりきりシスターズZのメンバー。
大人な雰囲気をかもすアゲアゲなお姉さんタイプ。真咲とは口論が多かった。
乙美（）
声 - 近藤玲奈
はりきりシスターズZのメンバー。
ほんわかした雰囲気でサバサバした性格。真咲から顔にグーパンされる。
異議人（）
声 - 杉田智和
異端児（いたんきっず）のメンバー。シャンプーハットをかぶっている。
端ぶらー（）
声 - 岡本信彦
異端児（いたんきっず）のメンバー。金髪メッシュ。
破天荒系配信者。
TSUMA氏
声 - 豊永利行
NewTuber界隈ではレジェンド「配神」と呼ばれている。
F・太郎丸
声 - 福山潤
筋トレ系配信者。
サラ美・ん・カプチーノ
声 - エミリン
コスメ系配信者。
屍由良（）
声 - 山村響
音楽系配信者。
じゅわちゃん
声 - 岩瀬周平
ハイテンション系配信者。
うなぎ電力
声 - Sasuke（だいふく大臣）、あごキング（ちんアナゴ）
だいふく大臣とちんアナゴの2人組の配信者。
鉄鍋のケン
声 - 水島大宙
料理系配信者。
配管全論破
声 - 檜山修之
工事系配信者。

### その他
マザー
声 - 井上喜久子
ヴァンパイア界の長。
綾（）
声 - 内田秀
50年前、ヤンキーではあるが音楽の道を目指している。その際に出会った譜風に音楽の楽しさを教えた。
さくら
声 - 石見舞菜香
真咲の妹。礼儀正しく気遣い上手のしっかり者。やや冷めていて感情が分かりづらい。

## スタッフ
- 原作 - 動画投稿少女[4]
- 監督 - 本間修[4]
- シリーズ構成 - 白坂英晃[4]
- キャラクター原案 - ことぶきつかさ[4]
- キャラクターデザイン - 有間涼太[4]
- サブキャラクターデザイン - 合田真さ美
- 衣装デザイン - 井川麗奈
- メインアニメーター・プロップデザイン - 鍋田香代子[4]
- 美術設定 - 藤井祐太[4]
- 美術監督 - 前田有紀[4]
- 色彩設計 - 江口亜紗美[4]
- 2Dworks - 吉垣誠[4]
- 3D監督 - 小川耕平[4]
- 撮影監督 - 児玉純也[4]
- 編集 - 髙橋歩[4]
- 音響監督 - 飯田里樹[4]
- 音響効果 - 小山恭正[4]
- 音響制作 - dugout[4]
- 音楽 - tepe[4]、樂[4]
- 音楽制作 - ハートカンパニー[4]
- 音楽プロデューサー - 斎藤滋、タノウエマモル
- プロデューサー - 笠原周造、辻充仁、松田大洋、外川明宏、飯塚彩
- アニメーションプロデューサー - 橋本真英
- アニメーション制作 - P.A.WORKS[4]
- 製作 - 「真夜中ぱんチ」製作委員会[4]

## 主題歌
「ギミギミ」
りぶ（ファイルーズあい）、苺子（伊藤ゆいな）、譜風（羊宮妃那）、十景（上田瞳）、ゆき（茅野愛衣）によるオープニングテーマ。作詞は松井洋平、作曲・編曲は神田ジョン、ピアノ演奏はハラミちゃん。
「編集点」
真咲（長谷川育美）によるエンディングテーマ。作詞は松井洋平、作曲・編曲はハラミちゃんと樂、ピアノ演奏はハラミちゃん。
「君へ」
譜風（羊宮妃那）による第4話エンディングテーマ。作詞・作曲は宮本由来、編曲は東山瞭汰。
「ナイトダイバー」
りぶ（ファイルーズあい）、苺子（伊藤ゆいな）、譜風（羊宮妃那）、十景（上田瞳）による第8話エンディングテーマ。作詞・作曲・編曲は樂。
「Don't Think」
屍由良（山村響）による第8話挿入歌。作詞・作曲・編曲はXELIK。

## 各話リスト
| 話数 | サブタイトル                              | 脚本       | 画コンテ   | 演出             | 作画監督 | 総作画監督              | 初放送日      |
| --- | ----------------------------------------- | ---------- | ---------- | ---------------- | --- | ----------------------- | ------------- |
| 第1話 | 炎上娘とお寝坊ヴァンパイア                | 白坂英晃   | 本間修     | 本間修           | さとう沙名栄 | 有間涼太                | 2024年 7月8日 |
| チャンネル登録者数100万人を目指すはりきりシスターズのまさ吉こと真咲は、生配信中のメンバーへの暴力が原因でグループから脱退させられる。納得できない真咲は、はりシスの橘花と乙美やアンチを見返すべく、炎上を利用して話題を獲得するためにソロチャンネルを立ち上げるが、いざアンチコメントを目の当たりにすると怖気づく。改めて謝罪動画を撮ろうとするが、コメントがトラウマになりカメラに映ることができなくなる。一方、ヴァンパイアのりぶは20年ぶりに目を覚まし、夢に出てきた自分好みの血を持つ女=真咲をNewTubeの動画で見つける。真咲は新しいチャンネルのメンバーを募集するが冷やかししか来ない。居酒屋から帰る途中で、はりシスが最初に話題になった動画を撮った廃病院を見つける。そこで、20年の間に廃墟になったことを知らずに血液を探しに来たりぶと遭遇する。真咲はりぶに追いかけられて屋上まで逃げ、足を踏み外して転落するが、空を飛ぶことができるりぶに助けられる。酔いが醒めない真咲はヴァンパイアの能力の高さを目の当たりにし、チャンネル登録者数が100万人になったら血を飲ませるという条件で、りぶに動画に出てほしいと頼む。 |                                           |            |            |                  | |                         |               |
| 第2話 | チャンネル開設！ 真夜中なのにおっはよー！ | 白坂英晃   | 本間修     | 佐々木達也       | 井上裕亮 Mahmoud Moftah 中島大智 | 有間涼太                | 7月15日       |
| 真咲はりぶが住んでいる晩杯荘を訪れ、りぶから同じくヴァンパイアである苺子と譜風を紹介される。勢いでりぶと約束したことに不安を抱きつつ、「ちゅうちゅうがーるず。」としてチャンネルを立ち上げる。ヴァンパイアの能力を発揮した動画を投稿していったことで一気に注目を集めるが、そこへヴァンパイアたちの監視役であるゆきが現れる。ヴァンパイアの能力を世間に知らしめることは禁じられており、ヴァンパイアの長「マザー」からの伝言を受けてチャンネルを消さざるを得なくなる。動画にこだわる理由を教えた真咲は、りぶからまた一緒に動画を撮ることを提案され、新チャンネル「真夜中ぱんチ」を開設する。 |                                           |            |            |                  | |                         |               |
| 第3話 | 新メンバー加入で DEAD or ALIVE            | 望月清一郎 | 本間修     | 太田知章         | 井上裕亮 柳瀬譲二 藤谷奈美 檜垣彰子 | 有間涼太                | 7月22日       |
| ヴァンパイアの能力を封じたマヨぱんこと真夜中ぱんチは、ちゅうちゅうがーるずと違って再生数が思うように伸びなかった。行き詰まった真咲の前に、晩杯荘に居候するヴァンパイアの十景が現れる。十景から報酬と引き換えに企画を提案され、真咲は名前を変にすればいいわけではないと一蹴するが、面白い企画は浮かんでこない。りぶに連れられて晩杯荘で企画を探す中で、真咲は十景の部屋がゴミで埋め尽くされていることを知り、お宝が見つかることを期待して大掃除企画を思いつく。りぶたちは掃除に取り掛かるが5時間経過しても成果は出ず、部屋も片付かないため、真咲は耐久企画に変更すると伝える。金目のものが見つからず我慢の限界を迎えた十景が真咲に襲いかかり、りぶがそれを止めにかかる。真咲は2人が能力を使用して戦う様子を撮影していたが、そこへ現れたゆきに見咎められ、動画データをメモリごと破壊される。りぶたちはゆきから罰として皿に盛った生のニンニクを全て食べ切ればマザーには報告しないと告げられる。十景は真咲に一部始終を撮影させ、他のメンバーが脱落する中で辛うじてニンニクを完食する。動画は後日投稿され、再生数が1万回を超える。 |                                           |            |            |                  | |                         |               |
| 第4話 | 次の企画の主役はwho?                      | 鈴森ゆみ   | 出合小都美 | 小林彩           | 藤谷奈美 下出麻以 齊藤佳子 宮崎亮 中島大智 Mahmoud Moftah 若山政志                                                                        | さとう沙名栄            | 7月29日       |
| 晩杯荘に引っ越してきた真咲は、次の企画を考えるためにりぶたちにアンケートをとり、未提出だった譜風の部屋でカセットデッキを見つける。譜風は歌を歌うのが好きだとりぶから教えられた真咲は歌ってみた企画を提案するが、譜風は資格がないからと断る。譜風は過去に歌を通じて綾という少女と仲良くなったが、2人でプロの歌手になることを夢見る綾に、ヴァンパイアゆえに人前に出られないことを言い出せず、オーディション当日に逃げ出してしまい、それきり交流が途絶えていた。ゆきから譜風の事情を聞いたりぶたちは綾について調べ、2年前にライブをしていたという情報を見つける。譜風は真咲から教えられたライブハウスを訪れるが、そこで綾がすでに亡くなっていたことを知る。譲り受けたギターケースに入っていたディスクには、当時アメリカで活動していた綾のインタビュー動画が収められており、綾の思いを知った譜風は歌うことを決める。 |                                           |            |            |                  | |                         |               |
| 第5話 | 血死！無人島サバイバル                    | 望月清一郎 | 坂田純一   | 萩原悠理         | 田中未来 さとう沙名栄 成瀬藍 柏木彩花 Mahmoud Moftah 中島大智 福永なぎさ 岩永遼太 松本さり しまだひであき いまいし 日下岳史 宮本武史      | 合田真さ美              | 8月5日        |
| マヨぱんの個人企画が軌道に乗り、真咲はフルメンバーでの企画にも力を入れようとするが、メンバーたちの意識が低いことを受けて、りぶに無人島で1週間生活する動画を自分たちで撮ってくるよう命じる。りぶは癖の強いメンバーをまとめるのに苦労しながら撮影していくが、途中で血液を持ってくるのを忘れていたことに気づく。台風に見舞われて助けを呼べず、りぶたちは血が足りなくなって窮地に陥るが、忘れ物に気づいた真咲がゆきに頼んで無人島まで送ってもらったことで事なきを得る。りぶは最初の企画通りに行かなかったことを悔やんでいたが、動画を確認した真咲からは頑張りを認められる。 |                                           |            |            |                  | |                         |               |
| 第6話 | 苺子の願い                                | 鈴森ゆみ   | 寺東克己   | 小林彩           | 井上裕亮 柳瀬譲二 藤谷奈美 若山政志 有間涼太 Lee Jae-han Seo Sun-yeong Hong Da-yeong Kim Yu-seon                                          | さとう沙名栄            | 8月12日       |
| マヨぱんが酔った勢いで晩杯荘の一部を破壊してしまい、爆発事故としてニュースで取り上げられる事態に発展する。これを憂慮したマザーは、問題を起こしたりぶたちに対して、ゆきを通じて晩杯荘の取り壊しを告げる。晩杯荘に特別な思い入れのある苺子は納得できず、諦めていたりぶたちも考え直し、自分たちがマヨぱんを通じて成長できることを証明しようとする。マザーはそれを受けて、半年後にマヨぱんのチャンネル登録者数が100万人に到達していれば晩杯荘の取り壊しを中止にすると約束する。 |                                           |            |            |                  | |                         |               |
| 第7話 | 推しは尊し押せよ登録                      | 白坂英晃   | 古田丈司   | サドハラタケユキ | 五十嵐俊介 兼子秀敬 藤谷奈美 若山政志 中島大智 さとう沙名栄 FORCUS K PRODUCTION                                                           | さとう沙名栄            | 8月19日       |
| 半年でマヨぱんのチャンネル登録者数100万人を達成するために、真咲は3段階の作戦を立案する。第1段階としてショート動画を毎日投稿して再生数を稼いだことにより、登録者数は5万人になる。好きになってもらうためにはギャップが重要だと考えた真咲は、第2段階として視聴者がチャンネル登録をしてくれるよう、伸び率の高い動画からマヨぱんに求められているギャップについて分析して動画を投稿していくが、思うように登録者数は伸びない。焦る真咲は1日の投稿数を2本、3本と増やすがうまくいかず、気負うあまり寝落ちした自分に代わって動画を編集してくれたりぶとも拗れてしまう。そんな中で、真咲は譜風が異端児という2人組のNewTuberに熱中していることを知る。譜風の話を聞いて、はりシスやマヨぱんの動画を振り返り、ギャップではなくメンバーの素の関係性が垣間見える瞬間が重要だったと気づく。間違いを認めた真咲はりぶたちに謝罪し、一人で抱え込まず頼ってほしいとりぶたちから言葉をかけられる。真咲はメンバーが素を見せる瞬間を捉えるために、早速お風呂動画を撮影する。結果、チャンネル登録者数は10万人を突破し、マヨぱんは作戦の第3段階として大物NewTuberとのコラボを見据える。 |                                           |            |            |                  | |                         |               |
| 第8話 | 参戦！TSUMA FES・極                       | 望月清一郎 | 津田尚克   | 太田知章         | 井上裕亮 小島明日香 若山政志 Mahmoud Moftah 野村美紀 中島大智 Lee Jae-han Seo Sun-yeong Yoon Jeong-hye Koh Ye-ja Hong Da-yeong Park Ae-ri | 合田真さ美              | 8月26日       |
| NewTuberのTSUMA氏から招待を受け、マヨぱんはNewTuberの大型フェスイベントに出演する。注目を集めてチャンネル登録者数を増やそうと意気込み、人気のNewTuberとコラボしていくが、トラブルが続き思うようにいかない。第2部のステージで披露するマヨぱんのオリジナルソングで巻き返しを図るが、原因不明の停電が起きる。音も照明も準備できない中で、真咲はステージを成功させるために行動し、りぶたちは真咲を信じて暗闇の中でも歌い始める。真咲は停電の原因を突き止め、一悶着ありながらも復旧させる。マヨぱんのステージは無事に終わり、真咲はりぶたちを舞台袖から見守るが、不意に表情を曇らせる。 |                                           |            |            |                  | |                         |               |
| 第9話 | お帰り。 ここが今からあんたの実家だ！     | 鈴森ゆみ   | 浅井義之   | 宮田政典         | 田中未来 有間涼太 藤谷奈美 紅谷希 大津りか 柏木彩花 Lee Jae-han Seo Sun-yeong Hong Da-yeong Kim Yu-seon                                   | さとう沙名栄            | 9月2日        |
| フェスやコラボを経てマヨぱんのチャンネル登録者数は40万人を突破し、マザーとの約束まで残り3か月となる。真咲は母の急病の知らせを受けて一度実家に帰る。りぶたちは休日の様子を自分たちで撮影するがいいものが撮れず、相談も兼ねて真咲の実家を訪れる。りぶは実家に帰ってきた動画を撮ることを提案し、出演を躊躇した真咲は自分ではなくメンバーの誰かの実家という設定で、妹のさくらも協力させて撮影を始める。さくらは撮影の中で姉の良くないエピソードの数々を暴露し、一方で姉のことを昔からずっと応援してきた旨を伝える。撮影後、真咲は編集にあたって動画の主旨が「スタッフの実家を自分の実家と偽れと言われたら皆がどんな演技をするのか」という検証だったことを明かす。 |                                           |            |            |                  | |                         |               |
| 第10話 | 暴走×因縁の対決！                         | 鈴森ゆみ   | 岩畑剛一   | 土田駿           | 清澤唯人 大浦梓 降籏秀吉 黒絵レイ Yue Madline Amphibi shinamon FacuEscobedo Lostudio グレーン                                             | 合田真さ美 さとう沙名栄 | 9月9日        |
| チャンネル登録者数が70万人を突破し、約束まで残り約1か月に迫ったころ、苺子が真咲を入れるつもりでマヨぱんに新メンバーが加入するお知らせ動画を勝手に投稿する。動画には出演しないと真咲が改めてメンバーに主張していたところへ、マヨぱんの新メンバーを自分のことだと勘違いし、言葉とは裏腹に満更でもない様子のゆきが現れる。真咲たちはそこで初めて、ゆきが「ゆきりんこ」の名前でゲーム配信を行っていることを知り、りぶはゆきを誘うつもりはないと伝える。ゆきは誤解に気づくが素直に入りたいとも言えず、誘う勇気が出るまで待つと告げる。後日、真咲は橘花、乙美と偶然再会し、流れで一緒に飲むことになる。近況を報告し、以前と同じような雰囲気で2人と話す中で、真咲は乙美が向けたカメラの前に出ることができていたことに気づき、マヨぱんの動画に出演することを決める。一方、晩杯荘では届いたハンバーガーでりぶの大食い動画を撮ろうとするが、そこへゆきが乱入し、りぶが勝てばゆきがマヨぱんに加入するという条件での大食い対決を仕掛ける。あくまで頼まれる形で加入したいゆきと、ゆきを加入させたくないりぶは2人ともわざと負けるために戦い、最終的にりぶの勝利によりゆきの加入が決まる。 |                                           |            |            |                  | |                         |               |
| 第11話 | 【ご報告】失踪しました                    | 白坂英晃   | 寺東克己   | ソガメグミ       | 田中未来 井上裕亮 藤谷奈美 紅谷希 若山政志 稲熊一晃 有間涼太 Lee Jae-han Yue Madline                                                      | さとう沙名栄            | 9月16日       |
| 真咲とゆきの加入動画を撮影しようとした矢先、真咲がマヨぱんに関与していることがすでに視聴者の間で話題になり、コメント欄が荒れていることに気づく。発端は真咲が出演したはりシスの動画で、内容自体は和解と真咲の近況についてだったが、視聴者からの反応は芳しくなかった。決意が揺らいだ真咲は出演の延期を提案するが、真咲に出演してほしいりぶと口論になり、りぶは真咲から投げかけられた言葉がきっかけで、20年前のことを思い出す。真咲は晩杯荘を離れていったん動画のことを忘れようとするが、気になってチャンネルを確認し、りぶが失踪したという内容の動画が投稿されていたことを知る。真咲が戻ると晩杯荘では工事が進められていた。苺子たちによると、失踪したりぶをマザーが掟に従って捕縛しようとしており、同時に約束の期限を1か月早めたことで、マヨぱんは今日中に目標を達成しなければならなくなったため、緊急で生配信をするのだという。真咲が連れてこられたのはりぶと初めて会った廃病院で、苺子曰く20年前に亡くなった「愛」というりぶの知人が入院していた場所でもあった。りぶが残した手紙を読んだ真咲は、愛のことを忘れるために20年間眠っていたりぶが今回も同じことをしようとしているのではないかと不安に駆られる。配信が始まり、苺子は自分たちがヴァンパイアであることをカミングアウトする。 |                                           |            |            |                  | |                         |               |
| 第12話 | The Last Live Stream                      | 白坂英晃   | 本間修     | 本間修           | 井上裕亮 | さとう沙名栄            | 9月23日       |
| スイッチャーを任された真咲の困惑をよそに、追手のヴァンパイアらしき集団が廃病院に現れ、マヨぱんメンバーが追手から逃げる鬼ごっことして配信が始まる。ヴァンパイアであることを本気で信じている視聴者はおらず、メンバーが次々脱落していく一方で、真咲はコメント欄から、視聴者の中には真咲が思っているよりも軽い気持ちで煽っているに過ぎない人や、少数でも応援してくれている人がいることに気づく。他のメンバーは全員脱落するが、真咲は配信を続けるために覚悟を決め、マヨぱんのメンバーとして顔を見せて出演する。屋上まで追い詰められ、なぜ動画に出ると決めたのか追手から問われた真咲は、本当は自分も動画に出たかったという望みを吐露する。直後に真咲は捕まるが、追手の正体は失踪したはずのりぶだった。真咲は一連の出来事が、真咲がマヨぱんのために配信に出演してくれるかどうかという、りぶが考えて他のNewTuberにも協力してもらったドッキリだったことを知る。愛という人物は存在せず、晩杯荘は単に修理の途中で、りぶが思い出したのは、昼にも関わらず外に出てしまい弱ってコウモリの姿になったところを、偶然出会った幼い真咲から血をもらって、結局そのまま20年間眠っていたことだった。マザーとの約束の期限まで残り1か月、真咲の加わったマヨぱんは改めてチャンネル登録者数100万人を目指す。      |                                           |            |            |                  | |                         |               |

## 放送局
| 放送期間               | 放送時間                     | 放送局             | 対象地域 | 備考                                            |
| ---------------------- | ---------------------------- | ------------------ | -------- | ----------------------------------------------- |
| 2024年7月8日 - 9月23日 | 月曜 22:30 - 23:00           | TOKYO MX           | 東京都   |                                                 |
|                        |                              | AT-X               | 日本全域 | 製作参加 / CS放送 / 字幕放送 / リピート放送あり |
|                        | 月曜 23:00 - 23:30           | BS11               | 日本全域 | BS放送 / 『ANIME+』枠                           |
| 2024年7月9日 - 9月24日 | 火曜 0:00 - 0:30（月曜深夜） | KBS京都            | 京都府   |                                                 |
|                        |                              | サンテレビ         | 兵庫県   |                                                 |
|                        | 火曜 1:50 - 2:20（月曜深夜） | チューリップテレビ | 富山県   |                                                 |

| 配信開始日    | 配信時間                | 配信サイト | 備考             |
| ------------- | ----------------------- | --- | ---------------- |
| 2024年7月8日  | 月曜 22:30 更新         | dアニメストア | 本放送と同時配信 |
| 2024年7月11日 | 木曜 22:30 更新         | U-NEXT アニメ放題 | 二次先行配信     |
| 2024年7月13日 | 土曜 22:30 以降順次更新 | ABEMA DMM TV FOD hulu J:COM STREAM Lemino milplus見放題パックプライム Amazon Prime Video TELASA ニコニコチャンネル バンダイチャンネル | 見放題配信       |
|               | 順次更新                | HAPPY!動画 クランクイン!ビデオ | 都度課金配信     |

## BD
| 巻  | 発売日         | 収録話         | 規格品番  |
| --- | -------------- | -------------- | --------- |
| BOX | 2024年11月27日 | 第1話 - 第12話 | KAXA-8901 |

## Webラジオ
真咲役の長谷川育美がパーソナリティを務めるWebラジオ『MAYOPAN STREAM』が2024年7月8日から9月30日まで音泉およびYouTube『KADOKAWA Anime Channel』にて隔週月曜20時に配信された。
| 回    | 配信日        | ゲスト                                           |
| ----- | ------------- | ------------------------------------------------ |
| 第0回 | 2024年 7月8日 | ファイルーズあい（りぶ役）、伊藤ゆいな（苺子役） |
| 第1回 | 7月22日       | ファイルーズあい（りぶ役）                       |
| 第2回 | 8月5日        | 羊宮妃那（譜風役）                               |
| 第3回 | 8月19日       | 伊藤ゆいな（苺子役）                             |
| 第4回 | 9月2日        | 上田瞳（十景役）                                 |
| 第5回 | 9月16日       | 茅野愛衣（ゆき役）                               |
| 第6回 | 9月30日       | ファイルーズあい（りぶ役）、伊藤ゆいな（苺子役） |

## 関連作品

### 漫画
臼井ともみによるアニメのコミカライズが、『ヤングエース』（KADOKAWA）にて2024年4月号より2025年3月号まで連載された。
- 動画投稿少女（原作）・臼井ともみ（漫画） ・「真夜中ぱんチ」製作委員会（監修） 『真夜中ぱんチ』 KADOKAWA〈角川コミックス・エース〉、全2巻
  1. 2024年7月4日発売[21][22]、ISBN 978-4-04-115055-9
  2. 2025年3月4日発売[23]、ISBN 978-4-04-115567-7

### ショートドラマ
YouTube『KADOKAWA Anime Channel』にて2024年7月9日から、テレビアニメの各話放送後に配信されている。

#### 各話リスト（ショートドラマ）
| 話数 | サブタイトル                 | 配信日        |
| ---- | ---------------------------- | ------------- |
| #01  | まさ吉ソロ配信               | 2024年 7月9日 |
| #02  | 20年越しの願い               | 7月16日       |
| #03  | 十景の青春                   | 7月23日       |
| #04  | 苺子のミッション             | 7月30日       |
| #05  | 無人島メモリー               | 8月6日        |
| #06  | ハンドベルは大変             | 8月13日       |
| #07  | 譜風、かく語りき             | 8月20日       |
| #08  | キュン☆振り返り悶えタイム    | 8月27日       |
| #09  | さくらの憂鬱                 | 9月3日        |
| #10  | 祝・ゆきりんこ加入スペシャル | 9月10日       |
| #11  | 私たちの居場所               | 9月17日       |
| #12  | 大成功の舞台裏               | 9月24日       |

### ショートアニメ
YouTube『KADOKAWA Anime Channel』にて2024年7月15日から配信されている。

#### スタッフ（ショートアニメ）
- 色彩設計 - 江口亜紗美
- 美術監督 - 前田有紀
- 3D監督 - 小川耕平
- 撮影監督 - 児玉純也
- 2Dworks - 吉垣誠
- 音響監督 - 飯田里樹
- 音響効果 - 小山恭正
- 音響制作 - dugout
- オフライン編集 - 髙橋歩
- オンライン編集 - 小浜好洋、奥山峻
- アニメーション制作 - P.A.WORKS
- 製作 - 「真夜中ぱんチ」製作委員会

#### 各話リスト（ショートアニメ）
| 話数 | サブタイトル                       | 脚本       | 画コンテ          | 演出       | 作画監督                | 総作画監督   | 配信日         |
| ---- | ---------------------------------- | ---------- | ----------------- | ---------- | ----------------------- | ------------ | -------------- |
| 1    | "リスペクト"するラーメン紹介します | 白坂英晃   | 浅井義之          | 本間修     | さとう沙名栄            | -            | 2024年 7月15日 |
| 2    | 最恐!?十景の百物語                 | 望月清一郎 | 及川啓            | 石間祐一   | 合田真さ美              | -            | 7月22日        |
| 3    | 苺子！はじめての町でおつかい       | 白坂英晃   | 室井ふみえ 本間修 | 石間祐一   | 成瀬藍                  | さとう沙名栄 | 8月12日        |
| 4    | 譜風の極私的おすすめ漫画3選        | 白坂英晃   | 室井ふみえ        | 室井ふみえ | 藤谷奈美                | さとう沙名栄 | 8月19日        |
| 5    | ゆきりんこのLOOK BOOK              | 鈴森ゆみ   | 本間修            | 正本利輝   | 合田真さ美 さとう沙名栄 | -            | 9月9日         |

### 小説
日日綴郎によるアニメのノベライズ『真夜中ぱんチ ワケあり動画投稿者はヴァンパイア!?』が、富士見ファンタジア文庫（KADOKAWA）より刊行されている。イラストはことぶきつかさが担当。
- 動画投稿少女（原作）・日日綴郎（著）・「真夜中ぱんチ」製作委員会（監修）・ことぶきつかさ（イラスト） 『真夜中ぱんチ ワケあり動画投稿者はヴァンパイア!?』 KADOKAWA〈富士見ファンタジア文庫〉、2024年7月20日発売[24]、ISBN 978-4-04-075452-9